# Оползень в Уганде (2010)
Оползень в Уганде произошёл в округе Будуда, в Восточной области Уганды 1 марта 2010 года. Оползень произошёл вследствие проливных дождей, которые шли с 12:00 до 19:00 того же дня. В результате оползня погибли 388 человек.

## Оползни в округе Будуда
Область горы Элгон в Восточной Уганде является оползневой «горячей точкой» страны. Это связано с крутыми склонами горы и неблагоприятными литологическими условиями. На ситуацию влияют также современные климатические условия и исключительно плотное население для такого отдаленного района. Кроме оползней здесь также наблюдаются камнепады. Тем не менее, во многих районах для нужд сельского хозяйства были вырублены леса, что привело к снижению устойчивости склонов. Затяжные осадки могут привести здесь к катастрофическим событиям.
Оползень 1 марта 2010 года в селе Намети стал крупнейшим в Уганде с точки зрения количества жертв, а также вошёл в топ-10 природных катастроф 2010 года по количеству жертв. Хотя оползни распространены в стране, особенно на горе Элгон, такой серьёзный инцидент раньше не случался. В таблице ниже приведён обзор серьёзных оползней и жертв в округе Будуда с 1933 года.
| Год  | Количество жертв                                    |
| ---- | --------------------------------------------------- |
| 1933 | 25                                                  |
| 1964 | 18                                                  |
| 1970 | 60                                                  |
| 1997 | 48; 10 000 переселенцев                             |
| 2010 | 365 (по другим оценкам 388); множество переселенцев |
| 2011 | 3                                                   |
| 2012 | 8; множество переселенцев                           |
| 2013 | 1; 17 получили ранения                              |

## Причины оползня 2010 года
Оползни произошли после необычайно сильных дождей в регионе, который известен своим производством кофе. Климатические условия региона обычно создают сухой период между сезонами дождей; однако в некоторых частях Уганды и соседней Кении в 2010 году выпало больше осадков, чем обычно. Вследствие глобального потепления, как и во многих других частях света с переменным климатом, увеличилось количество экстремальных и неожиданных дождей. По словам правительства Уганды, вырубка лесов также сыграла свою роль. По данным правительственного анализа, этот регион был обезлесен с 2007 года. На крутом склоне деревья закрепляют почву, в то время как грунт на месте вырубленных лесов очень склонен к оползням.
Обычно к сходу оползней приводят следующие факторы (что подтвердили исследователи оползня):
- Неблагоприятные породы и почвы (вулканические каменистые высокие террасы);
- Очень высокий склон и крутой горный рельеф местности;
- Контраст в проницаемости и жёсткости пород на границе между почвой и вулканической породой, где возможно возникновение скольжения;
- Вероятные раскопки склона выше и/или ниже оползневого тела;
- Возможная вырубка леса на склоне.

Основной причиной схода оползня стала большая насыщенность водой рыхлого грунта на склонах горы после продолжительных дождей.

### Геология горы Элгон
Гора Элгон — вулканический массив общей площадью около 3500 км² на границе с Кенией, имеющий форму щита диаметром 80—85 км, высотой 4321 м. Вершина плоская, с плохо сохранившейся кальдерой диаметром 11 км и площадью более 40 км². Первое извержение вулкана произошло более 24 млн лет назад, сейчас вулкан со всех сторон окружают труднопроходимые пики — высотой более 4000 метров. Наиболее древние туфы, нефелинитовые и фонолитовые лавы образованы в позднемиоценовый период, в более ранний период нефелиниты образовали кальдеру. Есть версия, что щит представляет собой несколько слившихся щитовидных вулканов. Сложен в основном базальтами.

### Климат и почвы горы Элгон
Климат в районе горы Элгон имеет бимодальный характер осадков с самыми влажными месяцами с апреля по октябрь. В 2010 году проливные дожди шли в течение февраля и марта.
Этот тропический горный регион обычно состоит регосолей (слаборазвитые почвы на рыхлых суглинистых наносах разного генезиса, исключая аллювиальные и вулканические), андосолей (вулканические почвы), гистосолей (почвы, верхний горизонт которых мощностью 40—60 см состоит из органического вещества) и нитисолей (почвы с мощным хорошо развитым и дренированным профилем). Генезис различных типов почв зависит от средней температуры (функция высоты), типов пород, углов наклона и наличия воды. Учёные исследовали физические свойства почвы оползневых участков в округе Будуда, а также проанализировали образцы с места катастрофы 2010 года. Большинство образцов почвы были классифицированы как вертисоли (чёрные тропические, маргаллитные). Среди глинистых минералов были найдены иллит и каолинит, оба очень пластичные.

## Последствия
Оползень обрушился на деревни на склонах горы Элгон, включая Намети, Кубево и Нанкобе. В Намети были разрушены 85 домов. Многие улицы в пострадавших деревнях были засыпаны камнями и обломками после оползня, были разрушены дома, рынки и церковь, многие дороги также были заблокированы. Оползневый участок занял около 1200 метров в длину и 400 метров в ширину. Чиновники и спасатели предупредили, что возможны дальнейшие оползни, поскольку в регионе продолжаются сильные дожди.
В Буталедже в районах Качонга, Масимаса, Кимунту и Навангофу пострадали от дождей более 6000 домов, а две начальные школы в Набехере и Любембе оказались затоплены. Дорога Мбале-Бусолва также была закрыта из-за наводнения. Красный Крест ожидал наводнений в районах Морото, Катакви и Накапирипирит.
Пресс-секретарь Угандского Красного Креста заявил, что спасатели обнаружили 50 тел, в то время как министр правительства Уганды оценил число погибших в более чем 100 человек. Председатель восточного Будудинского района предположил, что число погибших может достигать 300 человек.

## Чрезвычайные ответные меры
Министр правительства Тарсис Кабвегьере заявил, что для оказания помощи в спасательных работах была направлена группа реагирования, а Красный Крест Уганды предоставил врачей. Майкл Натака, генеральный секретарь Красного Креста Уганды, также заявил, что для помощи в спасательной операции были призваны вооруженные силы. Ванджуси Васиба, окружной комиссар Будуды, сказал, что спасательным работам мешает труднодоступность региона, что ограничивает доступ для машин скорой помощи.
Министр по готовности к стихийным бедствиям Муса Экверу посоветовал эвакуироваться людям, живущим на пострадавших горных склонах. Тем, кто живёт в низменных, подверженных наводнениям районах, также было рекомендовано переехать в более безопасные места.
Спасатели в основном использовали ручные инструменты, чтобы спасти выживших. Небольшие бульдозеры были переброшены на место катастрофы по воздуху с помощью вертолётов ООН, но полностью разобрать завалы без помощи тяжелой техники не удалось. На следующий день после оползня солдаты и выжившие жители деревни начали спасательные работы. Военные вертолеты начали перевозить выживших в другой район на расстоянии 20 километров от места происшествия.